# Шекриладзе, Александр Зауриевич
Александр Зауриевич Шекриладзе (англ. Aleko Shekriladze; 30 августа 1970, СССР) — советский и грузинский футболист.

## Карьера
Начинал свою карьеру в составе команды «Торпедо» (Кутаиси), за которую провел её большую часть. Вместе с ней становился чемпионом Грузии и обладателем кубка страны. В 1997 году защитник на один сезон приезжал в Россию: его Шекриладзе провел в клубе второй лиги «Ангушт» (Назрань).

## Достижения
- Чемпион Грузии (2): 1999/00, 2000/01.
- Серебряный призёр чемпионата Грузии: 1998/99.
- Бронзовый призёр чемпионата Грузии: 1993/94.
- Обладатель Кубка Грузии (2): 1998/99, 2000/01.
- Финалист Кубка Грузии: 1999/00.
- Финалист Суперкубка Грузии: 1999.
- Победитель Второй лиги СССР: 1988.